# Organenwet (België)
De Organenwet, voluit Wet betreffende het wegnemen en transplanteren van organen, is een Belgische wet sinds 13 juni 1986. Volgens deze wet geldt een geenbezwaarsysteem (opting-outregel of presumed consent): elke persoon mag aangeven na de dood géén donor te willen zijn. Heeft een persoon dit niet zelf aangegeven, dan is deze persoon na overlijden automatisch orgaandonor. Ook kent België een donorregister.
Wanneer een overledene zich niet als donor liet registreren, behouden de nabestaanden het vetorecht. Wanneer de overledene zijn keuze liet registreren in het donorregister wordt zijn keuze geaccepteerd en hoeven nabestaanden hierover niet meer te beslissen. Bestaan er geen wettelijke beslissingsbevoegden en is de keuze niet geregistreerd dan mag bij wet organen worden gedoneerd.